# Убийство Сальсипуэдеса
Убийство Сальсипуэдеса — нападение на индейский народ чарруа, совершённое государственными силами уругвайского правительства президента Ф. Риверы 11 апреля 1831 года около речки Сальсипуэдес Гранде.
Согласно большинству представителей уругвайской историографии, в атаке погибли 500 индейцев и были арестованы ещё 300 индейцев, некоторые смогли убежать. Со стороны государства погиб один военный и были ранены девять военных. Это событие является последней точкой геноцида народа чарруа.

## Предшествующие события
Если мы сравним колонизацию территории современного Уругвая с колонизацией андской территории, мы можем увидеть, что первая территория оккупирована Испанской империей довольно поздно. Главная причина — отсутствие золота и серебра. Монтевидео, первый значительный испанский город в регионе, основан только в 1726 году. Когда Португальская империя действительно стала угрозой для испанцев, появилась необходимость в охране границы между португальской и испанской колониями.
Чарруа, это символ индейцев, живших ранее в регионе современного Уругвая. Хотя уругвайская историография не соглашается с тем, что большинство индейских народов составляли чарруа, историк Гонзало Абелла аргументированно заявляет, что Чарруа были многочисленным народом, в то время как антрополог Даниель Видарт утверждает, что Чарруа были только малочисленным этносом. В любом случае народ чарруа уже жил на этой территории, когда пришли испанцы, а именно, присутствовал там, как кочевой народ.
После фактической испанской колонизации в XVIII веке народ Чарруа начал переходить к оседлости чтобы заниматься сельским хозяйством. Одновременно индейцы перемешались с европейскими и африканскими мигрантами. При этом ненависть чарруа к испанской олигархии, уничтожавшей их культуру, оставалась в течение всего восемнадцатого века.
Поэтому во время народной революции они вступили в народную армию Артигаса (Артигас Хосе Гервасио, лидер революции) и воевали против Испанской Империи (1811—1814), олигархии Буэнос-Айреса (1814—1820) и Португальской империи, поддержанной Великобритания (1816—1820). В итоге, армия Артигаса потерпела поражение, Артигас отправился в изгнание в Парагвай вместе с небольшой частью чарруа.
Вопреки целям Артигаса и вопреки воле народа, британская дипломатия, связанная с олигархией Монтевидео, Буэнос-Айреса и Бразильской империей, основала Восточную Республику Уругвай. В новом государстве с реакционной властью, чарруа оказались в трудном и опасном положении.

## Убийство
Артигас руководил великой земельной реформой 1815 года, характеризующейся конфискацией земли испанцев и олигархии Монтевидео. Согласно 15-му пункту Закона о реформе, она была организована по распределительному принципу — «что самые несчастные люди станут самыми привилегированными». В результате чарруа получили большие площади земли. Мы можем с уверенностью утверждать, что народ чарруа был важным выгодоприобретателем земельной реформы Аригаса. В отсутствие Артигаса в политической жизни, началась «земельная реформа» непатриотической олигархии. Символом непатриотизма была передача администрацией Монтевидео ключей от города португальскому оккупанту Франсиску Лекору. Земля, конфискованная Артигасом, была возвращена олигархии.
Фруктуосо Ривера, первый президент государства, был главным политическим представителем реакции в 1831 году. Он сам был ответственным за «решение» вопроса чарруа. Воспользовавшись своим опытом наёмника — до 1830 года он был военным революционной армии Артигаса, португальской имперской армии и аргентинской армии Буэнос-Айреса — и, логично, своим знакомством с социальными факторами на территории будущего Уруквая, Фруктуосо Ривера связался с лидерами чарруа (Венадо, Полидоро, Рондеау и Хуаном Педро), с которыми он познакомился в революционной армии. Он пригласил их на встречу на реке Сальсипуэдес Гранде. Обман Риверы состоял в том, что чарруа необходимы государственной армии, чтобы охранять границы новой страны.
Сочти индейцев пришли в Сальсипуэдес 11 апреля 1831 года. Поприветствовав чарруа, Фруктуосо Ривера напоил их. Затем он попросил Венадо принести нож, чтобы приготовить табак для курения. Когда Венадо отошёл, Ривера выстрелил в него из пистолета и убил его. Это криминальный акт был сигналом, для 1200 военных, руководимых Бернабе Риверой, племянником Фруктуосо, которые начали истреблять индейцев.
Индейцы, которые выжили — большинство составили женщины и дети — стали незаконными рабами в домах монтевидейской олигархии. Четыре чарруа (Ваимака Пиру, Такуабе, Сенаке и Гуйунуса) были привезены в Париж, где их показывали, как экзотических животных. Трое из них умерли в течение года. В живых остался только один — Такуабе. Некоторые чарруа, которые смогли избежать смерти на речке Сальсипуэдес, убили Бернабе Риверу и эмигрировали на юг Бразилии, в Парагвай и Аргентину.

## Последствия
- Сальсипуэдес был сопротивлением последних сил Артигас на территории уже образованного к тому времени уругвайского государства.

- Сальсипуэдес был последним событием геноцида против чарруа.

- Сальсипуэдес укрепил иллюзорную идею, пропагандируемую доминирующим классом, что Уругвай был европейской страной в Южной Америке. Только, когда начался структурный кризис в 1970-е годы и левое движение стало протагонистом политической жизни страны, эта символическая картина «европейского Уругвая» начал изменяться на «латиноамериканский Уругвай». Это факт, что часто звучит глагол «латиноамериканизировать», из правого движения пренебрежительно, чтобы характеризовать обнищание, из левого движения позитивно, чтобы укрепить интеграцию трудящихся классов разных латиноамериканских стран.

- Хотя Сальсипуэдес не уничтожил влияние чарруа, он почти полностью уничтожил этот народ и сократил этнический состав населения Уругвая, которое, кроме того, получило очень большую массу мигрантов из Европы.